# Janica Kostelić
Janica Kostelić (Zágráb, 1982. január 5. –) négyszeres olimpiai bajnok horvát alpesisíző.

## Életrajza
Háromévesen kapta első sífelszerelését, 10 évesen kezdett el síelni komolyabban az SK Zagreb klubban.
Első nagy szereplése az 1997/1998-as szezonban volt. Majd sorra gyűjtötte be érmeit.
2006. október 6-án bejelentette, hogy a 2006/2007-es szezonban nem indul, fél évvel később 2007. április 19-én pedig bejelentette, hogy befejezi a pályafutását.
Magassága 1,74 m, súlya 72 kg.

## Legjobb eredményei
- 4x olimpiai bajnok (műlesiklás 2002, óriás-műlesiklás 2002, kombináció 2002, 2006)
- 2x olimpiai ezüstérmes (szuperóriás-műlesiklás 2002, 2006)
- 5x világbajnok (műlesiklás 2003 és 2005, kombináció 2003 és 2005, lesiklás 2005)
- 3x összetett Világkupa-győztes (2001, 2003, 2006)
- 1999-ben kombinációban 1 győzelmet ért el az ausztriai Sankt Antoban
- 2000-ben szlalomban két győzelmet ért el a franciaország Serre Chevalierban és az olasz Sestrièresben
- 2001-ben szlalomban 8 győzelmet ért el. A helyszínek: Park City (USA), Aspen (USA), Sestrières (Olaszország), Semmering (Ausztria), Flachau (Ausztria), Ofterschwang (Németország), Garmisch-Partenkirchen (Németország). Ezenfelül kombinációban is elért egy győzelmet Flachauban.
- 2002-ben szlalomban egy győzelmet ért el az ausztriai Flachauban
- 2003-ban szlalomban 5 győzelmet ért el az alábbi helyszíneken: (Park City (USA), Lenzerheide (Svájc), Semmering (Ausztria), Bormio (Olaszország), Åre (Svédország). Ezenfelül kombinációban is elért egy győzelmet Lenzerheide-ben.
- 2005-ben szlalomban (Aspen USA) és kombinációban (San Sicario Olaszország) egy-egy győzelmet ért el. 2 győzelmet ért el óriásműlesíklásban Spindleruv Mlynban (Csehország), Åre-ben (Svédország)
- 2006-ban lesíklásban egy győzelmet ért el az ausztriai Bad Kleinkirchheimben. Super-G kategóriában is egy győzelmet szerzett ugyanitt. Még ebben az évben kombinációban 2 győzelmet aratott a svájci St. Moritz-ban és a norvég Hafjell-Kvitfjell-ben. Szlalomban 3 győzelmet aratott. Ezek helyszínei: Ofterschwang (Németország), Levi (Finnország), Åre (Svédország). Óriásműlesíklásban egy győzelmet szerzett meg Åre-ben.